# Dziewczynka, która wypiła księżyc
Dziewczynka, która wypiła księżyc (ang. The Girl Who Drank the Moon) – powieść dla dzieci amerykańskiej pisarki Kelly Barnhill, po raz pierwszy wydana 9 sierpnia 2016 roku na terenie Stanów Zjednoczonych nakładem wydawnictwa Algonquin Young Readers.

## Fabuła
Opowieść rozpoczyna się w Protektoracie, zwanym również przez niektórych Miastem Smutku. Co roku mieszkańcy pozostawiają najmłodszego przedstawiciela osady w pobliskim lesie, wierząc że ten gest uchroni ich przed gniewem złowrogiej Wiedźmy. Tym razem los padł na niemowlę płci żeńskiej. Jej matka zbuntowała się przeciw tej decyzji, za co została wtrącona do więzienia.
Tymczasem stara czarownica Xan, żyjąca w leśnej chacie z potworem z bagien Glerkiem i miniaturowym smokiem Fyrianem, jest osobą, której charakter i czyny zaprzeczają otaczającej ją złej reputacji. Odznacza się wrażliwością i dobrocią. Ratuje porzucone dzieci i oddaje je pod opiekę rodzinom z Wolnych Miast, znajdujących się po drugiej stronie puszczy. W czasie podróży, nie mając mleka, karmi podopiecznych światłem gwiazd, co pozwala im wyrosnąć na dobrych ludzi.
Z powodu nieszczęśliwej pomyłki Luna, jak nazwała dziewczynkę Xan, zaspokaja głód światłem księżyca. Wtedy nabiera cech magicznych. Czarownica decyduje się wychować ją wspólnie z przyjaciółmi. W wieku 13 lat Luna zaczyna przejawiać swoją potężną moc, a opieka nad nią ma negatywne konsekwencje dla bohaterów.

## Odbiór

### Recenzje
Dziewczynka, która wypiła księżyc otrzymała pozytywne recenzje, w tym recenzje z gwiazdką od „Booklist”, „Kirkus Reviews”, „Publishers Weekly”, „School Library Journal” i „Shelf Awareness”.
Na łamach „Kirkus Reviews” nazwano tę książkę nietradycyjną baśnią z wieloma tradycyjnymi motywami, „złowrogimi i ujmującymi postaciami, elementami magicznymi, mocną narracją i uwolnionymi mocami”. „Booklist” polecił powieść wielbicielom fantastycznych opowieści. Recenzent publikacji docenił liczne wątki fabularne, łączące się w punkcie kulminacyjnym, dobrze napisane postaci oraz za powieść, która przechodzi w poezję. W „Bulletin of the Center for Children’s Books” oceniono pozytywnie przystępny i płynny tok opowieści, umiejętne rozwijanie postaci pozytywnych i negatywnych, przełamywanie powagi humorem związanym z postaciami bagiennego potwora i smoka. Krytyk „The New York Times”  uznał, że powieść jest „równie ekscytująca i wielowarstwowa, jak klasyki takie jak Piotruś Pan czy Czarnoksiężnik z Krainy Oz”.

### Wyróżnienia
Powieść została uznana za jedną z najlepszych książek roku przez między innymi „The New York Times”, „Entertainment Weekly”, Chicago Public Library, „Kirkus”, Nowojorską Bibliotekę Publiczną, „Publishers Weekly”, „School Library Journal” i Amazon.
W 2017 roku Dziewczynka, która wypiła księżyc otrzymała Medal Johna Newbery’ego.